# Владица Ковачевић
Владимир Владица Ковачевић (Ивањица, 7. јануар 1940 — Београд, 28. јул 2016) био је југословенски фудбалер, репрезентативац и тренер.

## Спортска биографија
Ковачевић је своју фудбалску каријеру почео као петнаестогодишњак у београдском фудбалском клубу Партизан.
За први тим Партизана је заиграо у фудбалској сезони 1958/59, када је са Партизаном освојио друго место у шампионату Југославије. У тој првој сезони је одиграо четири утакмице, а већ следеће сезоне је од могућих двадесет и две утакмице одиграо осамнаест и постигао седам голова.
Ковачевић је поникао у славној генерацији Партизана које је предводио тренер Флоријан Матекало. Играчи Партизана из те генерације су први понели надимак Партизанове бебе.
За Партизан је одиграо укупно 487 утакмица и постигао 319 голова.
Са Партизаном је освојио четири титуле шампиона Југославије, поред је број првенствених голова које је Ковачевић постигао у шампионским сезонама:
- 1960/61.   4’ (гола);
- 1961/62.   15’ (голова);
- 1962/63.   14’ (голова);
- 1964/65.   14’ (голова);

## Куп шампиона са Партизаном
У сезони 1965/66. је са Партизаном је играо у финалу Купа европских шампиона, где је Партизан изгубио од Реал Мадрида са 2:1.
Партизан је на тој утакмици играо у следећем саставу:
- (1) Шошкић (голман), (2) Јусуфи, (3) Васовић, (4) Рашовић,(5) Михајловић, (6) Владица Ковачевић, (7) Бечејац, (8) Бајић, (9) Хасанагић, (10) Галић, (19) Пирмајер. Тренер је био Абдулах Гегић.

| 11. мај 1966. Финале Купа шампиона |             |             |                                                                                |
| Реал Мадрид                        | 2 : 1       | Партизан    | Град: Брисел Стадион Хејсел Судија: Рудолф Критлен (Немачка) Гледалаца: 55.000 |
| Амансио 70’ · Фернандо Серена 76’  | (Репортажа) | Васовић 55’ | Град: Брисел Стадион Хејсел Судија: Рудолф Критлен (Немачка) Гледалаца: 55.000 |

| · Реал Мадрид | · Партизан |

| ФК Реал Мадрид: |    |                           |
|                 |    |                           |
| ГО              | 1  | Хосе Аракистан            |
| ОД              | 2  | Пачин                     |
| ОД              | 3  | Педро де Фелипе           |
| ОД              | 4  | Игнацио Зоко              |
| ОД              | 5  | Мануел Санчис             |
| СР              | 6  | Пири                      |
| СР              | 7  | Мануел Веласкез           |
| СР              | 8  | Фернандо Серена           |
| НА              | 9  | Амансио Амаро             |
| НА              | 10 | Рамон Гросо               |
| НА              | 11 | Франсиско Генто (капитен) |
| Тренер:         |    |                           |
| Мигел Муњоз     |    |                           |

| ФК Партизан:  |    |                           |
|               |    |                           |
| ГО            | 1  | Милутин Шошкић            |
| ОД            | 2  | Фахрудин Јусуфи           |
| ОД            | 3  | Велибор Васовић (капитен) |
| ОД            | 4  | Бранко Рашовић            |
| ОД            | 5  | Љубомир Михајловић        |
| СР            | 6  | Владица Ковачевић         |
| СР            | 7  | Радослав Бечејац          |
| СР            | 8  | Мане Бајић                |
| НА            | 9  | Мустафа Хасанагић         |
| НА            | 10 | Милан Галић               |
| НА            | 11 | Јосип Пирмајер            |
| Тренер:       |    |                           |
| Абдулах Гегић |    |                           |

У сезони после финалне утакмице Купа шампиона већина играча Партизана је отишла за иностранство. Владица Ковачевић је отишао у Француску у Нант, где је једну сезону одиграо за ФК Нант. У тој сезони 1966-67. за Нант је одиграо двадесет девет утакмица и постигао осам голова. Нант је те сезоне завршио на другој позицији у Француском шампионату.
После једне сезоне проведене у Нанту, Ковачевић одлази на одслужење тада обавезног војног рока, после којег игра поново, три сезоне, за Партизан. После Партизана поново одлази у иностранство, Француску, али овог пута у Анже. У другој сезони 1970/71, са 20 голова постаје најбољи стрелац тима и седми стрелац француског првенства у тој сезони. У Ангеру проводи три сезоне и 1972. године завршава активну играчку каријеру.

## Репрезентација
За фудбалску репрезентацију Југославије, Ковачевић је одиграо тринаест утакмица и постигао је два гола.
Прву утакмицу је одиграо 10. априла 1960. године у Београду. Утакмица је играна у оквиру квалификација за Олимпијске игре, против Израела. Утакмица је одржана у Београду а Израел је победио са 2:1.
Играо је такође две утакмице на у Чилеу, 1962., када је репрезентација Југославије заузела четврто место.
Задњу утакмицу за репрезентацију је одиграо 16. јуна 1965. године у Ослу, против Норвешке у оквиру квалификација за светско првенство. Југославија је ту утакмицу изгубила са 3:0.

## Тренер
У периоду од 11/1981 — 02/1983. је био тренер француског фудбалског клуба Олимпик из Лиона.
Остатак своје тренерске каријере је провео на тренерским пословима у Партизану. У пензију је отишао 2008. године после четрдесет година, фудбалске и спортске активности

## Играчка статистика у ФК Партизан
Статистика са Партизановог сајта
| Такмичење                     | Број утакмица | Број голова |
| ----------------------------- | ------------- | ----------- |
| Првенствене                   | 215           | 112         |
| Интернационалне               | 57            | 27          |
| Пријатељске                   | 155           | 147         |
| Куп Југославије               | 22            | 14          |
| Куп европских шампиона        | 18            | 11          |
| Куп УЕФА                      | 3             | 1           |
| Средњоевропски Куп            | 3             | 1           |
| Турнир у Мостару              | 2             | 0           |
| Турнир у Вијаређу (Италија)   | 3             | 4           |
| Интернационални куп Мухамед V | 2             | 0           |
| Куп Ослобођења Београда       | 2             | 1           |
| Лига шампиона Југославије     | 5             | 1           |
| Укупно                        | 487           | 319         |